# Número superprimo
Los números superprimos (también conocidos como primos de orden superior o primos primo-indexados) constituyen la sub-secuencia de los números primos que ocupan las posiciones cuyo índice corresponde a un número primo dentro de la secuencia de todos los números primos. La sub-secuencia comienza:
3, 5, 11, 17, 31, 41, 59, 67, 83, 109, 127, 157, 179, 191, 211, 241, 277, 283, 331, 353, 367, 401, 431, 461, 509, 547, 563, 587, 599, 617, 709, 739, 773, 797, 859, 877, 919, 967, 991, ... ((sucesión A006450 en OEIS)   ).
Es decir, si p(i) significa el número primo i-esimo, los números en esta secuencia son aquellos de la forma p(p(i)). Dressler y Parker (1975) emplearon una prueba asistida por computadora (basada en cálculos que incluye el problema de suma del subconjunto) para demostrar que cualquier entero mayor de 96 puede ser representado como una suma de números superprimos distintivos. Su evidencia descansa en un resultado parecido al postulado de Bertrand, que manifiesta que (luego de una laguna mayor entre los superprimos 5 y 11) cada número superprimo es dos veces menor que su predecesor en la secuencia.
Broughan y Barnett (2009) demuestran que existen:
{\displaystyle {x \over (\log x)^{2}}+O({{x\log \log x} \over {(\log x)^{3}}})}
superprimos hasta x. Esto puede ser empleado para demostrar que el conjunto de todos los superprimos es pequeño.
Uno también puede definir "más alto-ordenar" primeness mucho la misma manera y obtener secuencias análogas de albores (Fernandez 1999).

Una variación de este tema lo constituyen la secuencia de los números con índices primos polindrómicos, comenzando con
3, 5, 11, 17, 31, 547, 739, 877, 1087, 1153, 2081, 2381, ... ((sucesión A124173 en OEIS)   ).